# ريكس فان دي كامب
ريكس فان دي كامب (بالإنجليزية: Rex Van De Kamp)‏ هو إحدى شخصيات الجزء الأول من مسلسل ربات بيوت يائسات يعمل كطبيب جراح وهو أيضا زوج بري فان دي كامب التي أنجب منها بنت وولد في سن المراهقة.
توترت علاقته مع زوجته في أول الأمر لذلك بسبب كمالها الزائد. يصاب ريكس فان دي كامب بنوبة قلبية إثر علاقة غرامية عابرة. يصاب بنوبة جديدة في المستشفى عندما تعلم زوجته بإنه قام بخيانتها. عند خروجه من المستشفى أرادت بري أن تنتقم من زوجها فارتبطت بجورج وليمز صيدلي المدينة الذي يقع في غرام بري فعليا. إثر مناقشة كلامية حادة بين ريكس وجورج يقوم هذا الأخير بتزويد ريكس بغير الأدوية التي يتعالج بها فيصاب بأزمة قلبية ثالثة يموت على إثرها.